# Лихов (Вендланд)
Лихов (њем. Lüchow) град је у њемачкој савезној држави Доња Саксонија. Једно је од 27 општинских средишта округа Лихов-Даненберг. Према процјени из 2010. у граду је живјело 9.523 становника. Посједује регионалну шифру (AGS) 3354018.

## Географски и демографски подаци
Лихов се налази у савезној држави Доња Саксонија у округу Лихов-Даненберг. Град се налази на надморској висини од 18 метара. Површина општине износи 89,1 km². У самом граду је, према процјени из 2010. године, живјело 9.523 становника. Просјечна густина становништва износи 107 становника/km².

## Међународна сарадња
| Мјесто | Држава    | Врста сарадње | Од    |
| ------ | --------- | ------------- | ----- |
|        | Шведска   | контакт       | 2000. |
| Сере   | Француска | партнерство   | 1983. |
| Извор  |           |               |       |